# Ramsåsa
Ramsåsa est une localité suédoise située dans la commune de Tomelilla en Scanie.
Sa population était de 64 habitants en 2019.